# Unchiul meu
Unchiul meu (în franceză Mon oncle) este un film de comedie francez din 1958, regizat de Jacques Tati.

## Distribuție
- Jacques Tati - domnul Hulot
- Jean-Pierre Zola - domnul Arpel
- Adrienne Servantie - doamna Arpel
- Alan Bécourt - Gérard Arpel
- Betty Schneider - Betty
- Jean-François Martial - Walter
- Dominique Marie - vecina
- Yvonne Arnaud - Georgette
- Adelaide Danieli - doamna Pichard
- Régis Fontenay - Braces
- Claude Badolle - Flea
- Max Martel - bețiv
- Nicolas Bataille - muncitor